# Вулиця Квітки-Основ'яненка (Харків)
Вулиця Квітки-Основ'яненка — невелика вулиця в центральній частині Харкова, в Шевченківському адміністративному районі. Починається біля майдану Конституції і йде на південь, униз за рельєфом, до Павлівського майдану.

## Історія назви

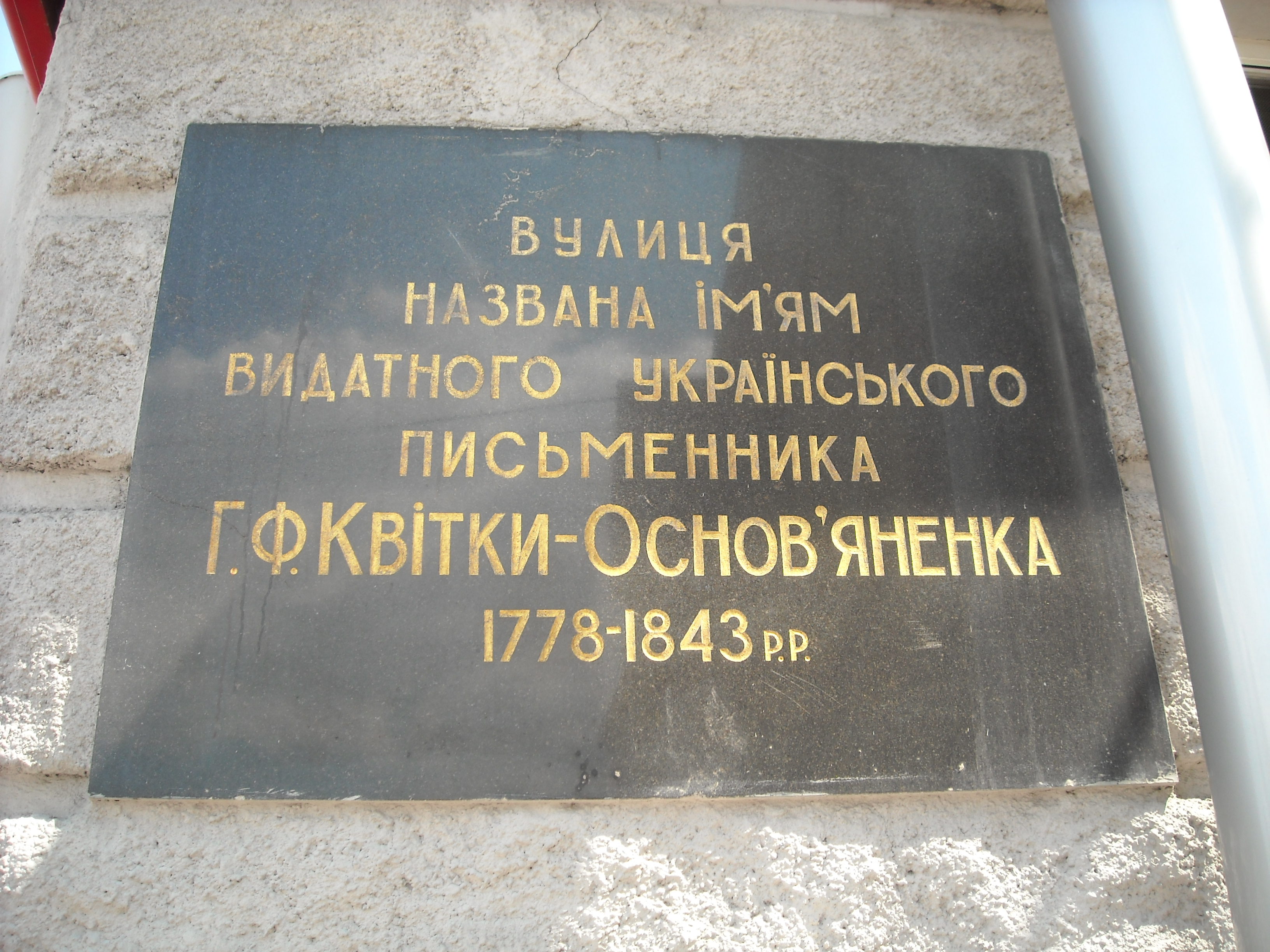
Пам'ятна дошка на вулиці Квітки-Основ'яненка у Харкові.

Вулиця названа на честь відомого українського письменника та драматурга Григорія Федоровича Квітки, який народився в 1778 р. в селі Основа під Харковом та майже все своє життя провів у цьому місці (Основ'яненко — його творчий псевдонім).

Виникнення вулиці відносять до 30-х років XIX століття. Тоді це був провулок, котрий називали Горяїновським, оскільки тут жив купець Горяїнов. 
Раніше вулиця носила такі назви: 
- Горяїновський провулок;
- провулок Драгоманова до 20 вересня 1936;
- вулиця Баумана до 26 вересня 1937;
- Уфимський провулок до 14 червня 1978. [2]

## Розташування вулиці
Знаходиться в центрі міста, біля станцій метро «Історичний музей» та «Майдан Конституції».
Проходить паралельно провулку Подільському. Довжина вулиці Квітки-Основ'яненка — близько 350 метрів.

## Будинки й пам'ятки
- № 4/6 — Харківський коледж будівництва, архітектури та дизайну [3];
- № 5 — вихід пасажу «Дитячий світ»;
- № 7 — Департамент містобудування, архітектури та земельних відносин;
- № 9 — колишній будинок міщанина А. Штейфона (початок XX століття), нині — будинок дизайнерів. Пам'ятка архітектури, охорон. № 578 (арх. імовірно Б. М. Корнєєнко);
- № 11 — торговельні приміщення купця Горяїнова. Пам'ятка архітектури, охорон. № 404 (арх. С. Г.  Чернишов, 1824);
- № 12 — торговельні приміщення і склади Горяїнова. Пам'ятка архітектури, охорон. № 403 (арх. С. Г.  Чернишов, 1824), нині  — ресторан «Шарікоff»;
- № 13 — Палац Праці;
- № 14 — у 2008 р. перед початком будівництва офісного центру археологи провели розкопки. Було знайдено залишки житлових будівель і предмети XVII століття, а нижче — XIII-XIV століть. [4] [5]

У 1994 р. на вулиці встановлено пам'ятник письменнику Г. Ф. Квітці-Основ'яненку, створений скульптором Семеном Якубовичем та архітектором Юрієм Шкодовським.

## Галерея

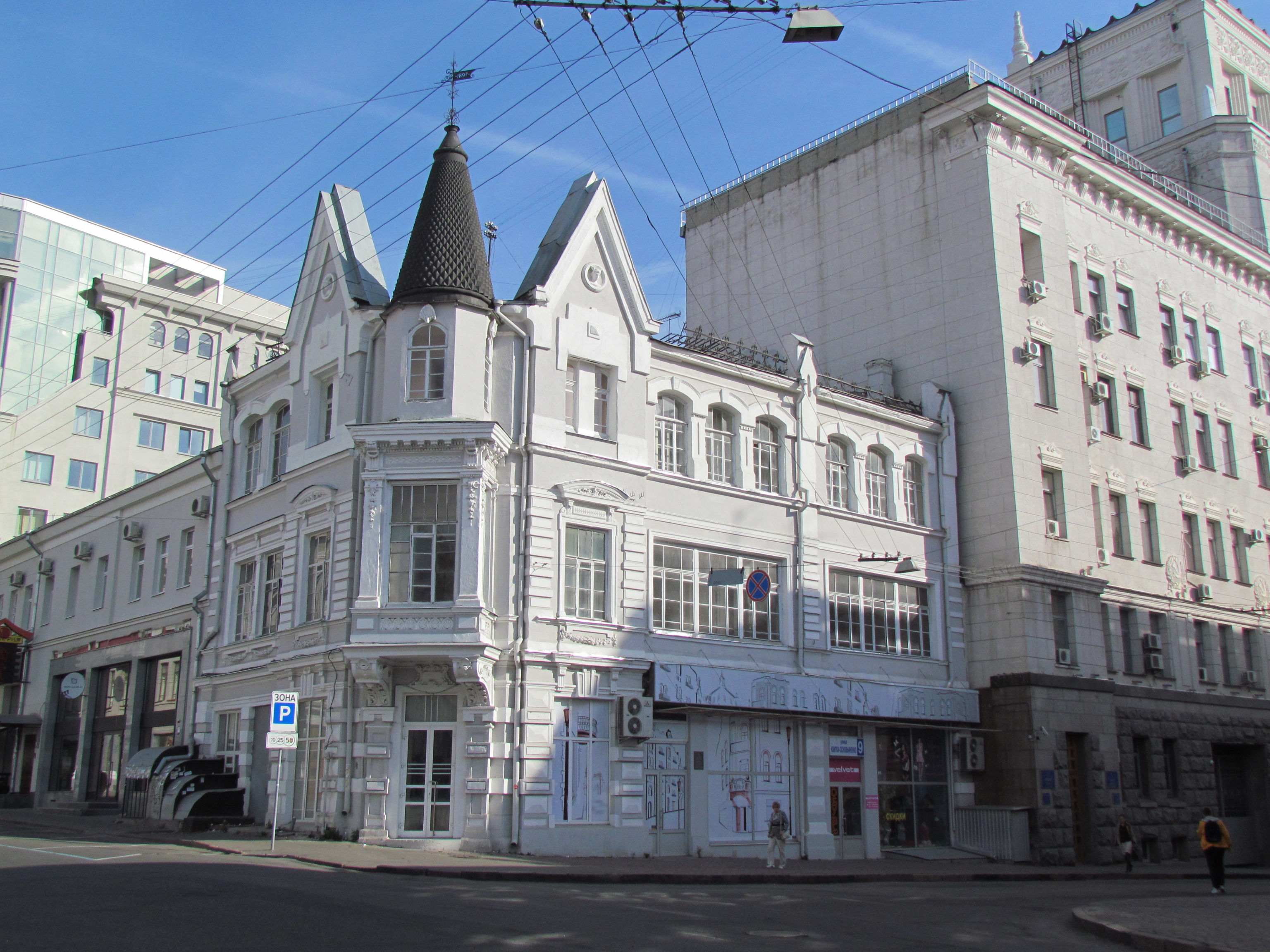
вул. Квітки-Основ'яненка, 9
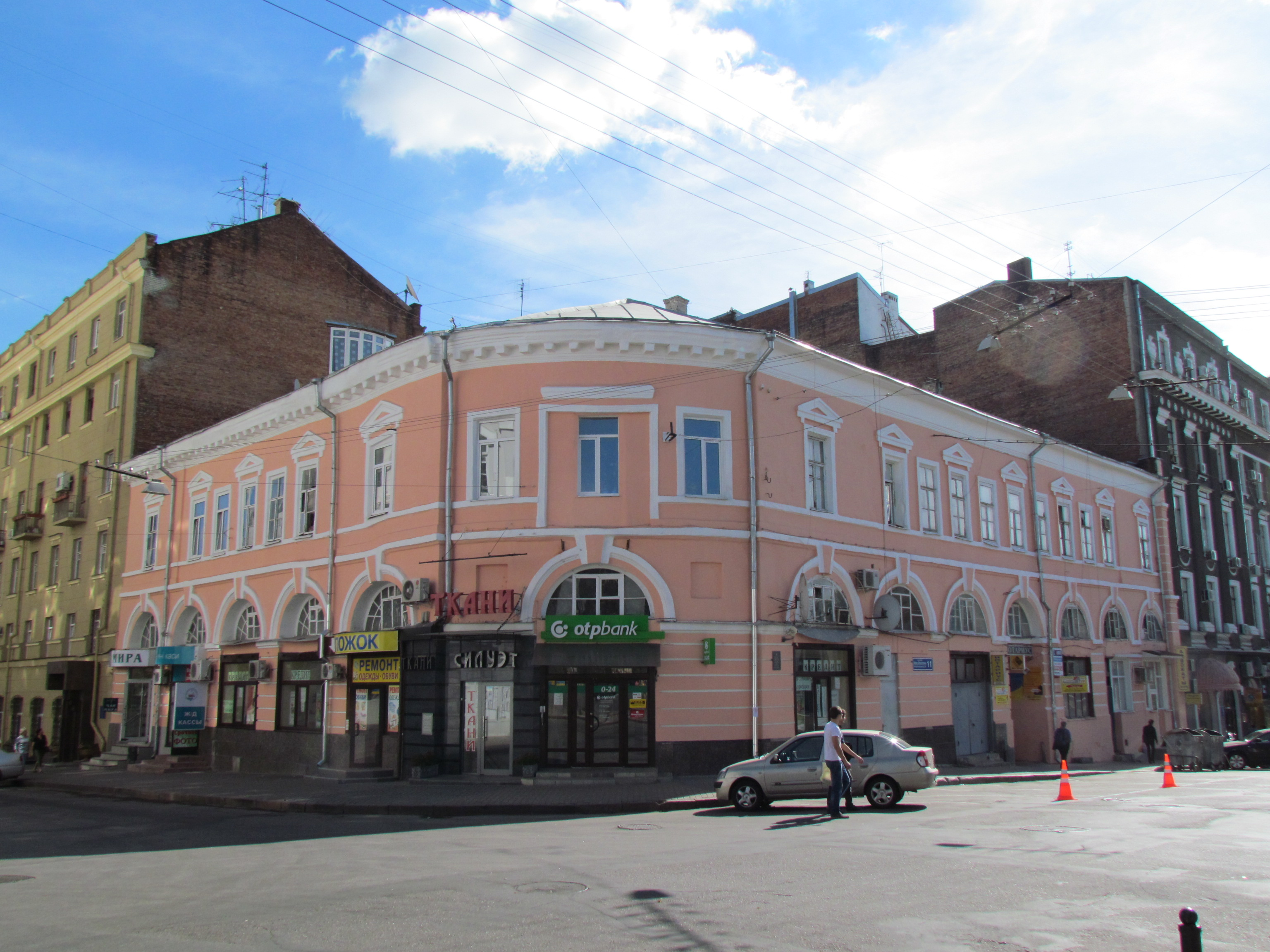
вул. Квітки-Основ'яненка, 11
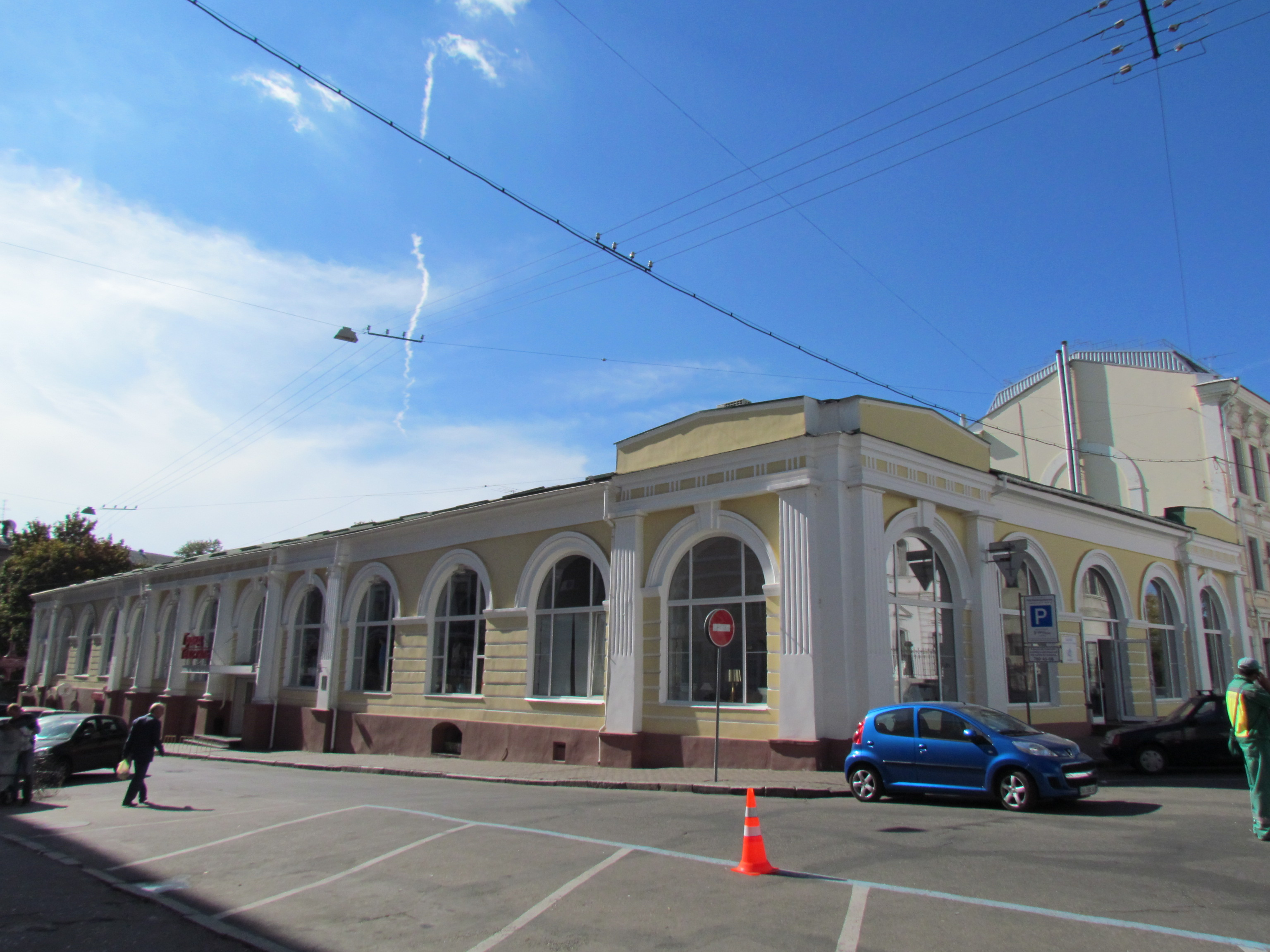
вул. Квітки-Основ'яненка, 12